# System Von Roll (Seilbahn)

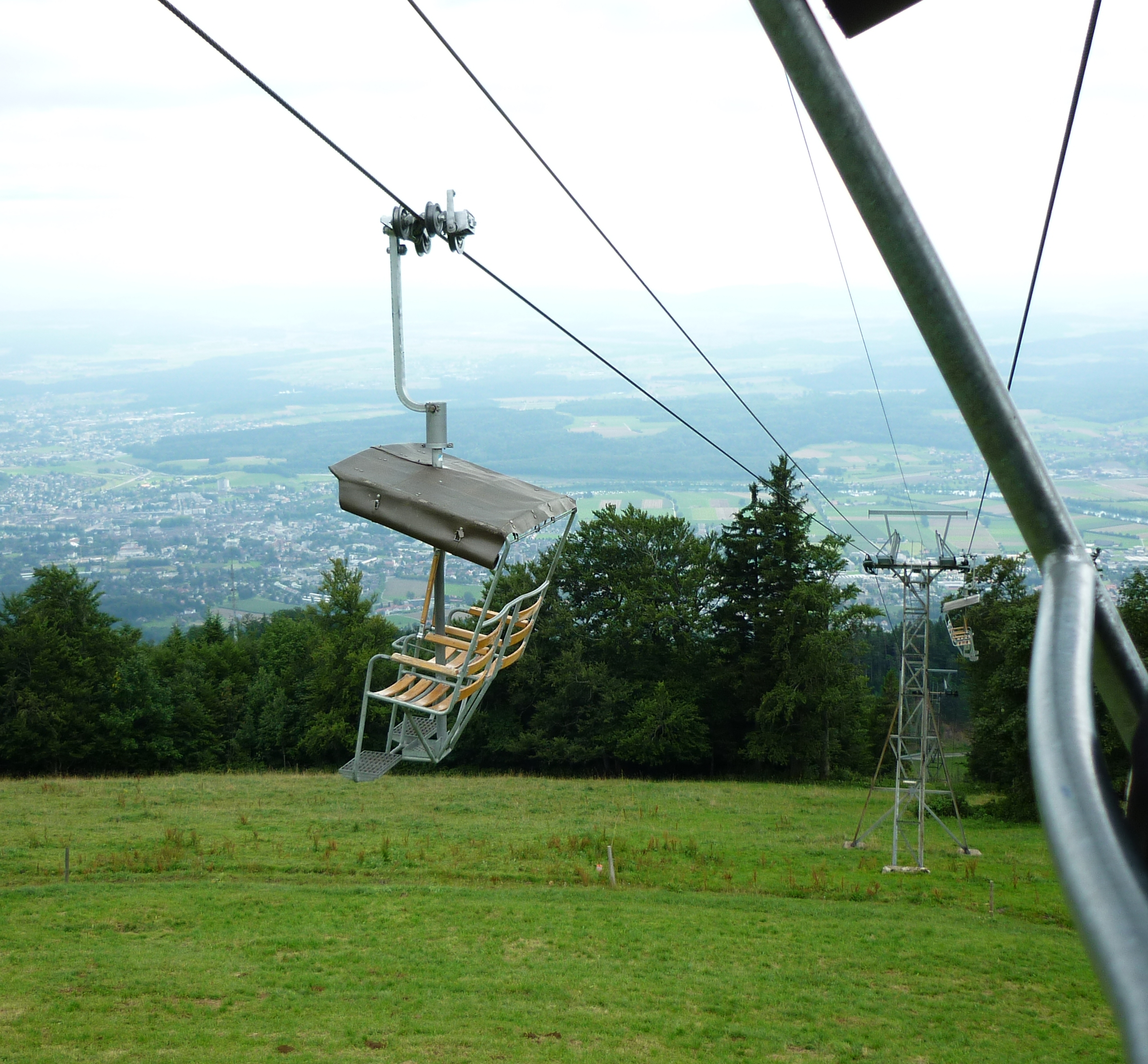
Sesselbahn Weissenstein - Bauart Von Roll, mit Seitwärtssesseln

Das System Von Roll ist ein vom Schweizer Hersteller Von Roll in den 1940er Jahren entwickeltes System automatisch kuppelbarer Einseilumlaufbahnen. Es ist in der Fachwelt auch unter seiner Typbezeichnung VR101 bekannt. Die Bahnen wurden anfangs als zweisitzige Sesselbahnen, später auch als Gondelbahnen ausgeführt. Die Kuppelbarkeit ermöglichte es, die Kabine oder den Sessel in der Station automatisch vom Seil zu lösen, zu verlangsamen und somit den Fahrgästen einen bequemen und sicheren Einstieg zu bieten, ohne die Geschwindigkeit des Förderseils und damit der restlichen Bahn zu vermindern.
Ein augenfälliges Merkmal der Sesselbahnen System Von Roll sind die Seitwärtssessel, bei denen die Fahrgäste quer zur Fahrtrichtung nebeneinander sitzen.

## Geschichte

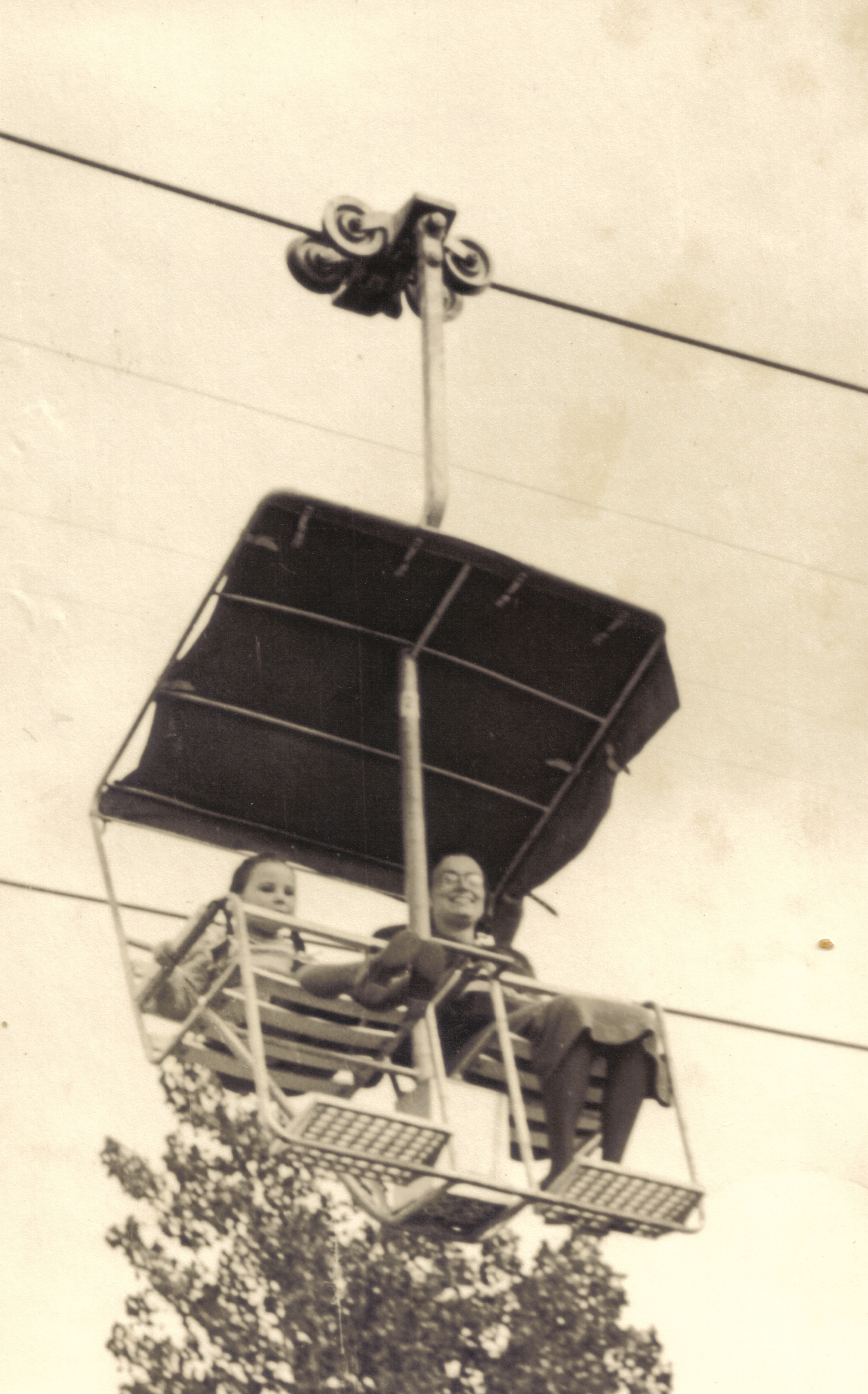
Ein VR101-Seitwärtssessel der Killesberg-Sesselbahn in Stuttgart, um 1950

Die in der Schweiz in der Zeit des Zweiten Weltkrieges aufgekommenen einsitzigen Sessellifte mit fest an das Förderseil geklemmten Sesseln befriedigten von der Förderleistungen nicht, da diese Bahnen in der Schweiz lediglich mit maximal 1,2 m/s Fahrgeschwindigkeit betrieben werden durften. Gleichzeitig bestand Bedarf für immer höhere Beförderungskapazitäten für den aufstrebenden alpinen Skisport. Daraufhin wurde von der Firma Von Roll in Bern ein neues kuppelbares Einseil-Sesselbahnsystem entwickelt, das Fahrgeschwindigkeiten von 2,5 m/s erlaubte und Doppelsessel verwendete. Federführend war der Chefkonstrukteur Paul Zuberbühler.
Die erste Anlage wurde im Dezember 1945 in Flims eröffnet. Bis 1957 wurden schweizweit zwölf Sesselbahnen und 1963 die erste Gondelbahn nach dem System Von Roll gebaut. Fertigungslizenzen wurden an die Firmen Transporta Chrudim in der Tschechoslowakei und an die ABIG-Werke in Oberstdorf vergeben. Zusammen mit den Lizenzbauten wurden letztlich weltweit über 110 Anlagen errichtet. Neue Bahnen nach dem System VR101 werden seit den 1970er Jahren nicht mehr errichtet, es wurde durch modernere und leistungsfähigere Weiterentwicklungen abgelöst.
Das vom Bundesamt für Kultur veröffentlichte Schweizer Seilbahninventar misst dem System VR101 die Bedeutung zu, das System der kuppelbaren Umlaufsesselbahnen entscheidend vorangetrieben zu haben, was in der Mitte des 20. Jahrhunderts einen regelrechten Sesselbahnboom auslöste.

## Technik

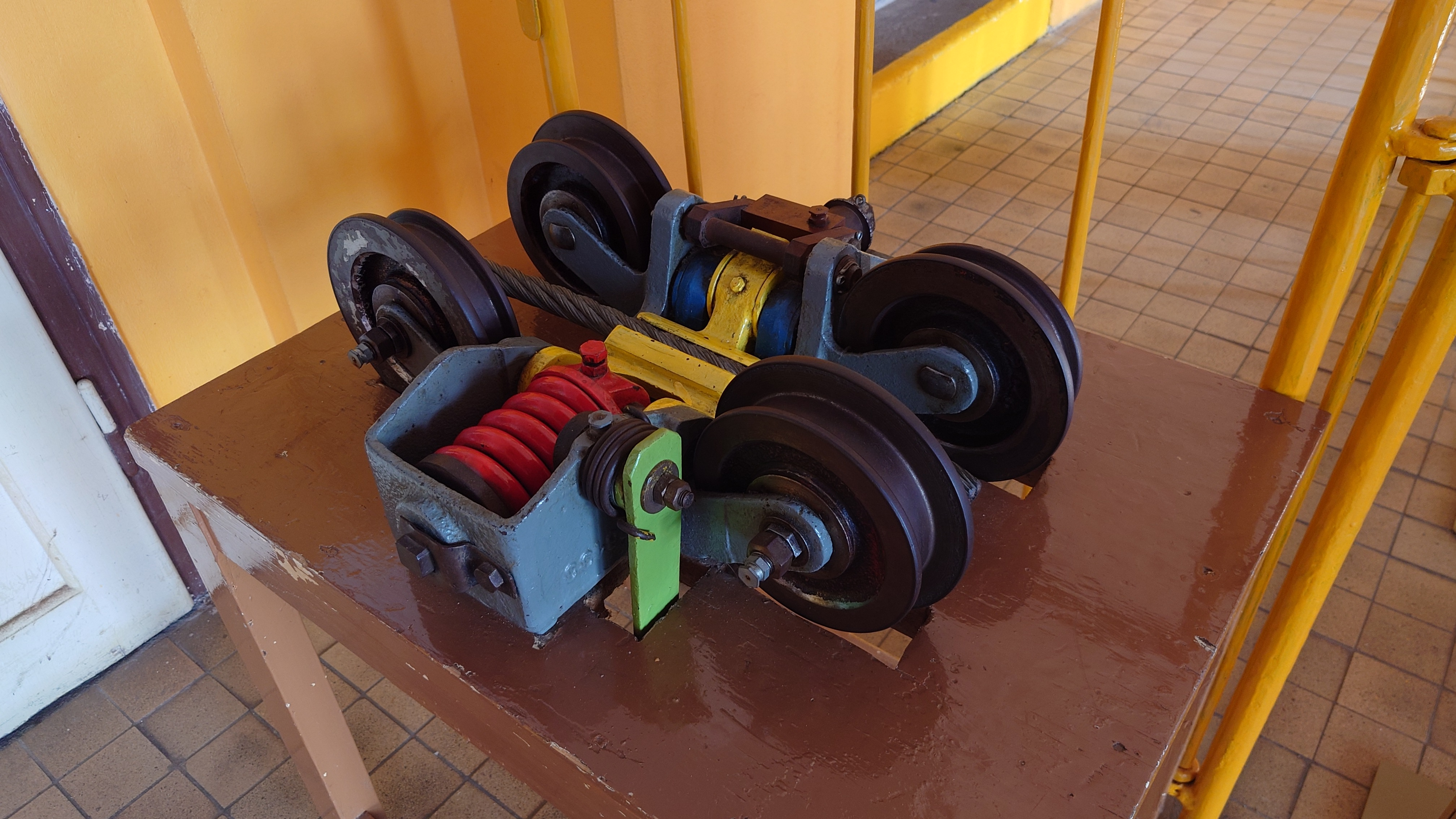
Ein Klemmapparat des Systems Von Roll, ausgestellt an der Talstation der Sesselbahn auf den Mückenberg, Tschechien. Die Klemme liegt auf dem Rücken, damit die Unterseite mit der kombinierten Feder-/Schwerkraftkupplung sichtbar wird.

Herzstück des Systems VR101 sind die automatisch kuppelbaren Seilklemmen, mit denen die Fahrzeuge in den Stationen an das stetig umlaufende Förderseil geklemmt werden. Die VR101-Klemmen sind kombinierte Feder-/Schwerkraftkupplungen.
Da die Fahrzeuge wegen des über das Seil greifenden Klemmengehäuses keine Niederhalterstützen (z. B. bei der Stationsausfahrt) direkt befahren könnten, ist an den Niederhaltern ein Schienenpaar beiderseits der Seilrollen angebracht, auf denen die Laufrollen der Klemme aufsetzen und entlanglaufen.
Die Klemmung am Seil wird durch zwei gegenüberliegende, flügelartige Klemmbacken bewerkstelligt, deren Drehachsen verschiebbar in Langlöchern im Klemmengehäuse geführt sind. Diese verschiebbar gelagerten Klemmbacken üben im geschlossenen Zustand von beiden Seiten Klemmkräfte auf das Seil aus. Dies geschieht bei der in Fahrtrichtung gesehen linken Klemmbacke durch eine Schraubenfeder, auf der rechten Seite durch einen Exzentermechanismus, der über ein Hebelparallelogramm, an dem der Gehängearm des Fahrzeuges befestigt ist, das Gewicht des daran hängenden Fahrzeuges in eine lineare Kraftkomponente umsetzt.
Ankuppeln
Die Gondeln oder Sessel bewegen sich in den Stationen auf den vier am Kupplungsgehäuse angeordneten Laufrollen auf Hängeschienen. Über eine als schiefe Ebene geneigte Hängeschiene wird das Fahrbetriebsmittel bei der Ausfahrt auf die Geschwindigkeit des Förderseiles gebracht und dieses von unten in die offenen Klemmenbacken geführt. Durch das Gewicht des Fahrzeuges werden die Klemmbacken geschlossen und dabei über den Totpunkt ihrer Drehpunkte durchgestreckt, dadurch wird das Seil zwischen die Auflageflächen der Backen genommen.
Angekuppelter Zustand
Im geschlossenen und gekuppelten Zustand wird die Klemmkraft dann vom gewichtsbelasteten Exzentersystem (rechte Klemmbacke) und von der Druckfeder (linke Klemmbacke) aufrechterhalten. Die Gewichtskraft, die während der Kuppelvorgänge über den Gehängearm auf den Exzentermechanismus ausgeübt wird (und damit auch die auf das Seil wirkende Klemmkraft) wird mittels einer Stützrolle, die unterhalb des Kuppelapparates an dem Gehängearm angebracht ist, gesteuert. Durch Anheben (entlasten) oder Absenken des gesamten Fahrzeuges relativ zum Seil- bzw. Klemmenniveau durch eine weitere Führungsschiene, auf der diese Rolle aufläuft, wird der klemmkrafterzeugende Exzenter gezielt ent- oder belastet.
Arretierung und Verriegelungsprüfung
Ein Arretierhebel, der von einer Steuerschiene in der Station betätigt wird, sorgt nach dem Klemmvorgang durch Festhalten der federseitigen Klemmbacke dafür, dass der Mechanismus während der Fahrt sicher verriegelt bleibt. Ebenso dient der Arretierhebel zur Kupplungsprüfung bei jeder Stationsausfahrt eines Sessels. Sollte das Seil nicht an der vorgesehenen Stelle zwischen den Klemmbacken liegen (Fehlkupplung, Zwickkupplung), erreichen diese und damit auch der Arretierhebel ihre Endstellung nicht. Der Arretierhebel stösst dann an einen Schalter, der die Bahn stillsetzt und die Ausfahrt des fehlerhaft gekuppelten Fahrzeuges verhindert.
Abkuppeln
Beim Abkuppeln bei der Stationseinfahrt laufen die vier Laufrollen auf eine Stationsschiene auf, die das Fahrzeug vom Seil abhebt. Durch gleichzeitiges Öffnen des Arretierhebels und Entlasten des Fahrzeuggewichtes von der Schwerkraftkupplung öffnen sich die Klemmbacken, das Fahrzeug wird auf der ansteigenden schiefen Ebene der Schienen abgebremst und setzt anschließend seine Fahrt mit Stationsgeschwindigkeit fort. Nun können die Fahrgäste aussteigen oder das Fahrzeug wird über das Hängeschienensystem in eine nachfolgende Bahnsektion überstellt.
Da in den Anlagen ursprünglich keine Stationsförderer wie etwa Kettenförderer oder Pneuförderer für die Fahrzeuge vorhanden waren, mussten die Sessel oder Gondeln vom Personal händisch über die Hängeschienen zur Startstelle, in die anschliessende Sektion oder ins Fahrzeugdepot weiter geschoben werden. Einige Anlagen wurden mit Stationsförderern nachgerüstet (Jennerbahn, Weissensteinbahn), bei anderen wie der Bahn auf die Schneekoppe wurde der manuelle Betrieb beibehalten.

## Noch existierende oder kürzlich abgebrochene Anlagen in Europa

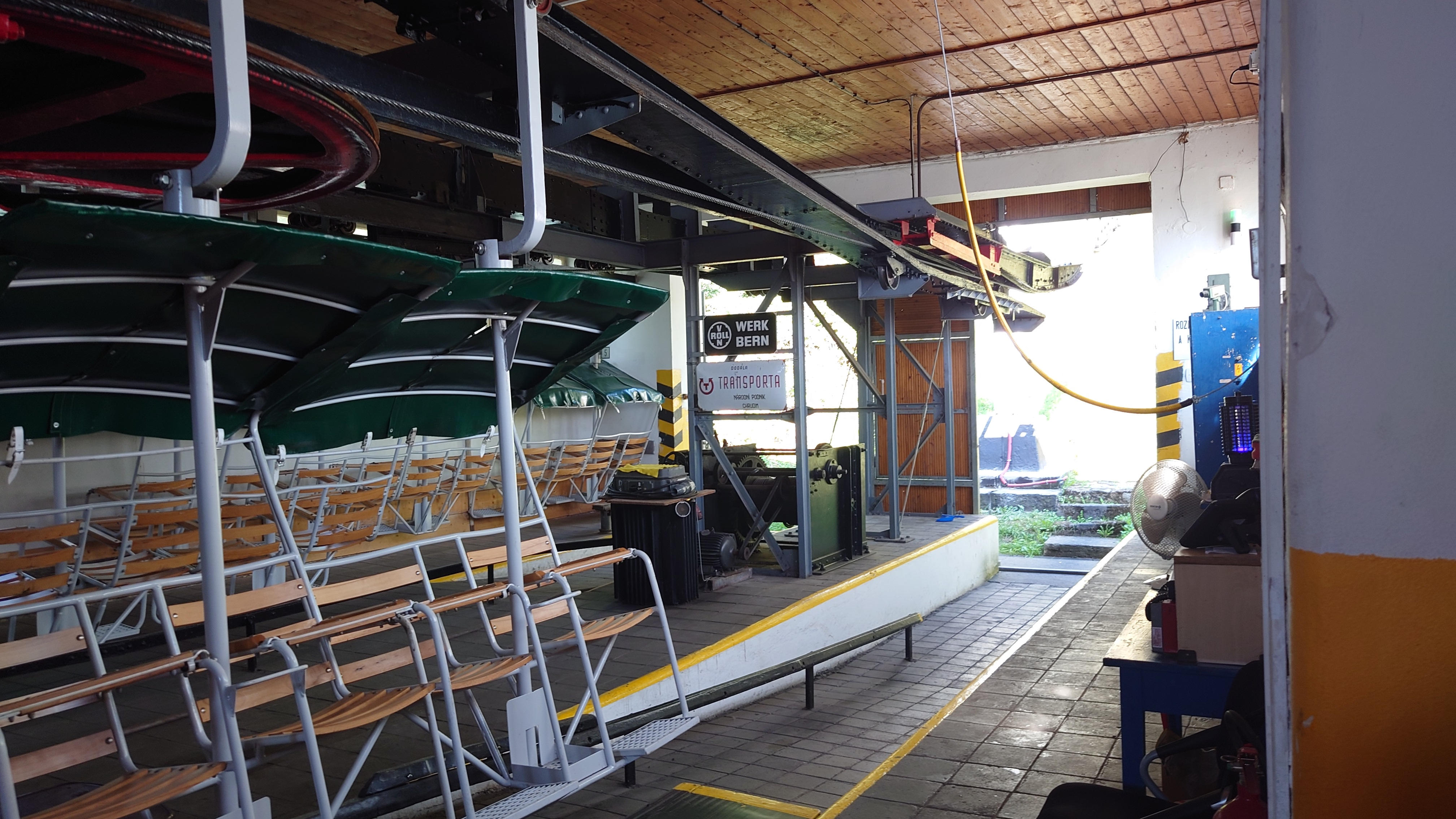
Talstation der Sesselbahn auf den Mückenberg (Aufnahme 2024)

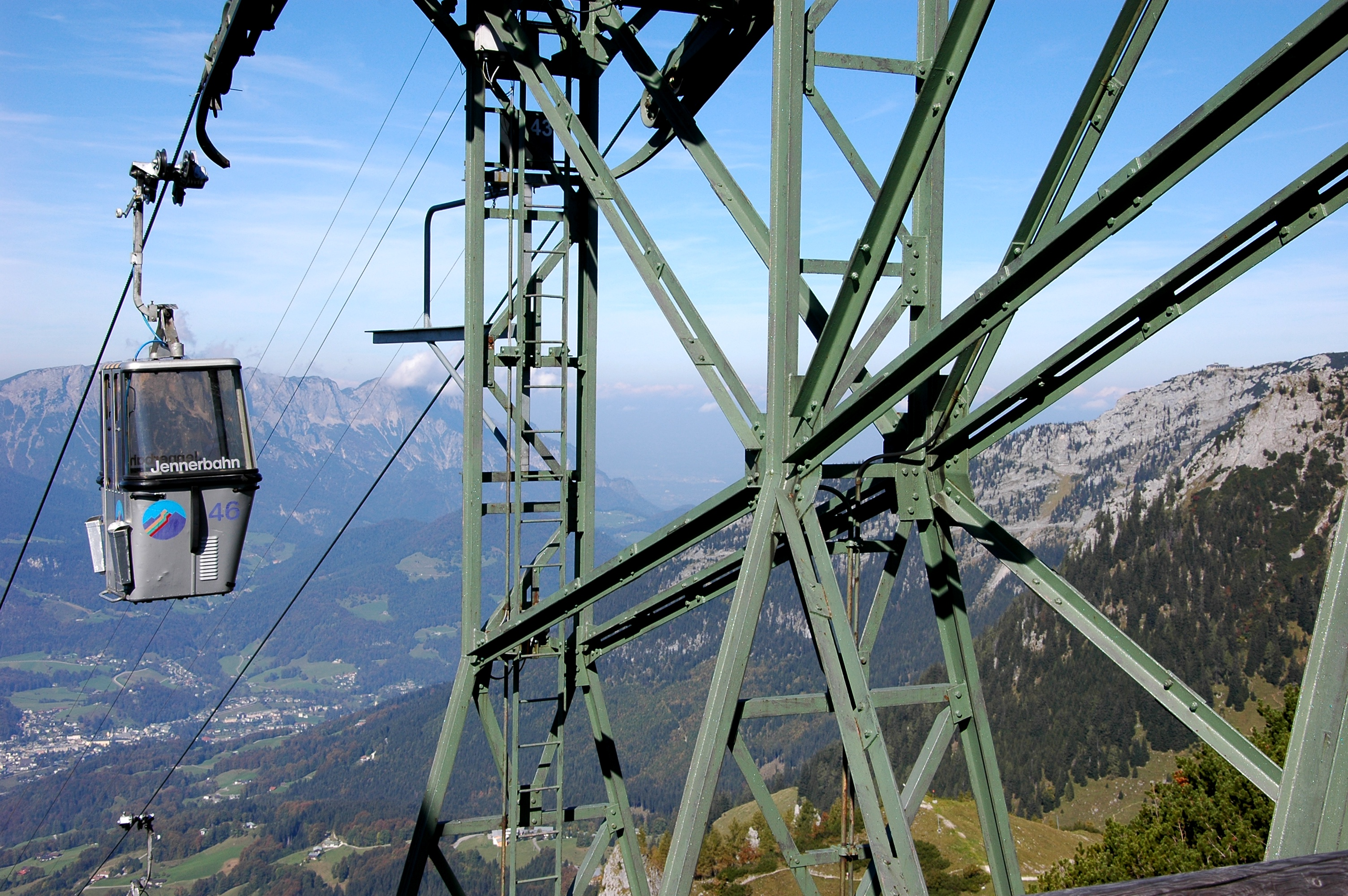
Ehem. Jennerbahn, Einfahrt in die Bergstation (2011)

Die einzige noch existierende und in Betrieb befindliche Anlage des Systems Von Roll in Europa – nach Angaben des Betreibers sogar weltweit – ist die Sesselbahn auf den Mückenberg in Tschechien. Diese Sesselbahn – mit ihren Stationen und technischen Anlagen – steht seit 2013 unter Denkmalschutz.
Folgende Anlagen wurden in den letzten Jahren abgebrochen und durch Neubauten (jeweils Kabinenbahnen) ersetzt:
- Sesselbahn Kandersteg-Oeschinen, CH (Abbruch im Herbst 2008)
- Sesselbahn Oberdorf–Weissenstein, CH (2009 eingestellt, Abbruch im Herbst 2013)
- Sesselbahn zur Schneekoppe, CZ (2012 eingestellt)
- Gondelbahn auf den Jenner (Jennerbahn), D (2017 eingestellt)

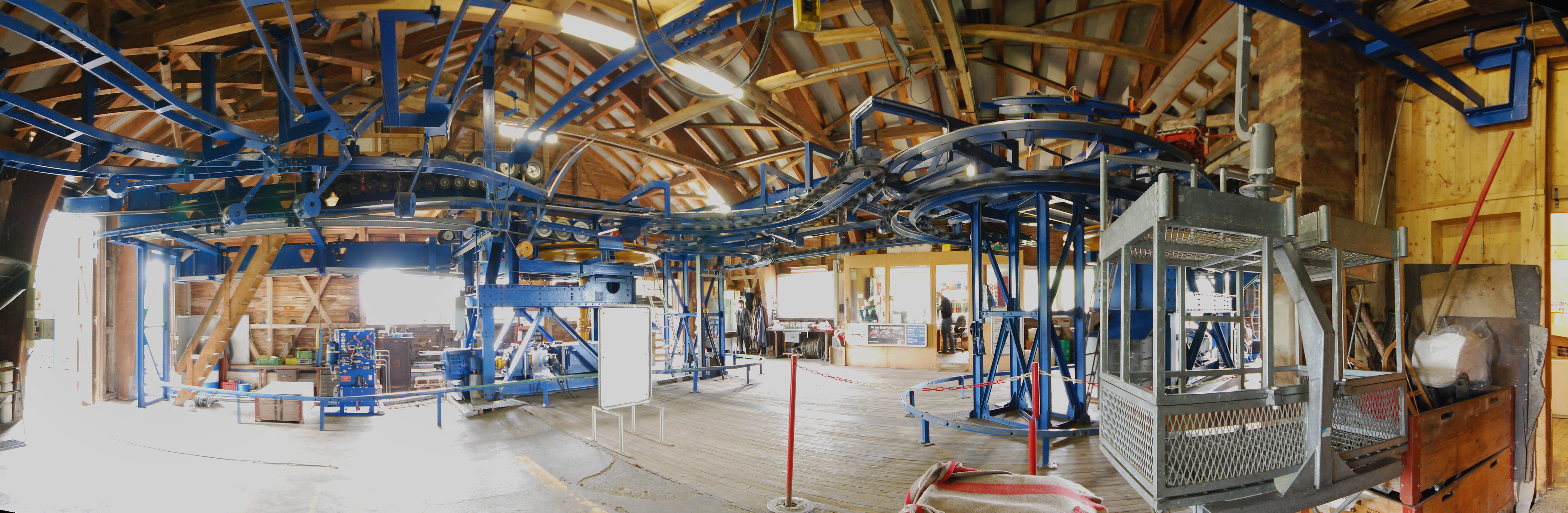
Panorama der Zwischenstation Nesselboden der ehemaligen Sesselbahn Oberdorf–Weissenstein, System Von Roll/VR101 (Aufnahme 2009)

## Anlagen in Zoos, Freizeitparks und Ausstellungen
Umlaufbahnen System Von Roll wurden auch weltweit als Ausstellungs- und Zooseilbahnen und in Freizeitparks errichtet (Auswahl):
- Skyfari im San Diego Zoo, USA, Vierer-Gondelbahn
- Skyride in Busch Gardens, Tampa, USA
- Skyride im Disneyland Resort, USA, Vierer-Gondelbahn (in Betrieb 1956–1994)
- Sesselbahn im Höhenpark Killesberg, Stuttgart, D (1950–1980er Jahre)
- Interbau-Seilbahn bei der Interbau 57, Berlin-Hansaviertel, D (Ausstellungsbahn 1957–1958)[4]
- Hamburg, IGA 1963, D, (Ausstellungsbahn 1963)[5]